# Меса Хорио
Мѐса Хорио̀ (на гръцки: Μέσα Χωριό, Мѐса Хорьо̀) е село в Кипър, окръг Пафос. Според статистическата служба на Република Кипър през 2001 г. селото има 440 жители.
Намира се на 1 км източно от Месоги.